# Amtsgericht Stavenhagen
Das Amtsgericht Stavenhagen war ein Gericht der ordentlichen Gerichtsbarkeit in Mecklenburg-Schwerin mit Sitz in Stavenhagen.

## Geschichte

### Mecklenburg-Schwerin
Eingangsgerichte in Stavenhagen waren vor 1879 das großherzogliche Amtsgericht Stavenhagen, das großherzogliche Stadtgericht Stavenhagen, der Stadtrat von Stavenhagen als Magistratsgericht und Patrimonialgerichte. Im Rahmen der Reichsjustizgesetze wurde diese und die anderen bestehenden Gerichte  Großherzogtums Mecklenburg-Schwerin aufgelöst und Amts-, Landes- und Oberlandesgerichte gebildet. Das Amtsgericht Stavenhagen war dem Landgericht Güstrow und dem Oberlandesgericht Rostock nachgeordnet. Am Gericht bestand 1880 eine Richterstelle. Das Amtsgericht war damit ein kleines Amtsgericht im Landgerichtsbezirk.
Sein Gerichtsbezirk umfasste die Stadt Stavenhagen und folgende Teile des Dominialamtes Stavenhagen: Neue Bauhof, Gülzow, Kleeth, Hof und Erbpachtgehöft, Kölpin, Hof Markow mit Markower Mühle, Pribbenow, Ritzerow, Rosenow Anteil, Scharpzow, Hof Sülten, Dorf Sülten, Tüzem, Amt Stavenhagen, Alte Bauhof und Neue Bauhof Anteil (Feldmark) und Stavenhof. Hinzu kam aus dem ritterschaftlichen Amt Neustadt der Ort Clausdorf, aus dem ritterschaftlichen Amt Ivenack Ivenack mit Basepohl, Fahrenholz, Goddin, Grischow, Klockow, Krummsee, Wackerow, Weitendorf und Zokendorf und aus dem ritterschaftlichen Amt Stavenhagen Borgfeld, Bredenfelde, Briggow, Galenbeck, Gützkow mit Adamshof, Hüttenhof und Röckwitz, Jürgenstorf, Kastorf mit Carshof, Kittendorf mit Mittelhof und Oevergünde, Knorendorf, Kriesow, Rosenow, Tarnow, Varchentin mit Carolinenhof und Marienberg, Groß Varchow, Vosshagen, Hof Wolde und Zwiedorf mit Friedrichshof.

### Nach dem Zweiten Weltkrieg
In der DDR wurden die Amtsgerichte 1952 aufgelöst und einheitlich Kreisgerichte gebildet. Stavenhagen wurde keine Kreisstadt. Es gehörte zum Kreis Malchin, dort entstand so das Kreisgericht Malchin, welches dem Bezirksgericht Neubrandenburg nachgeordnet war. Auch nach dem Zusammenbruch der DDR wurde kein Amtsgericht in Stavenhagen neu gebildet.